# Barcelona Ladies Open 1991
Il Barcelona Ladies Open 1991 è stato un torneo di tennis giocato sulla terra rossa.
È stata l'11ª edizione del torneo, che fa parte della categoria Tier III nell'ambito del WTA Tour 1991.
Si è giocato al Real Club de Tenis Barcelona di Barcellona in Spagna, dal 22 al 28 aprile 1991.

## Campioni

### Singolare
Conchita Martínez hanno battuto in finale  Manuela Maleeva con il punteggio di 6–4, 6–1

### Doppio
Martina Navrátilová /  Arantxa Sánchez Vicario hanno battuto in finale  Nathalie Tauziat /  Judith Wiesner con il punteggio di 6–1, 6–3